# Теплохід

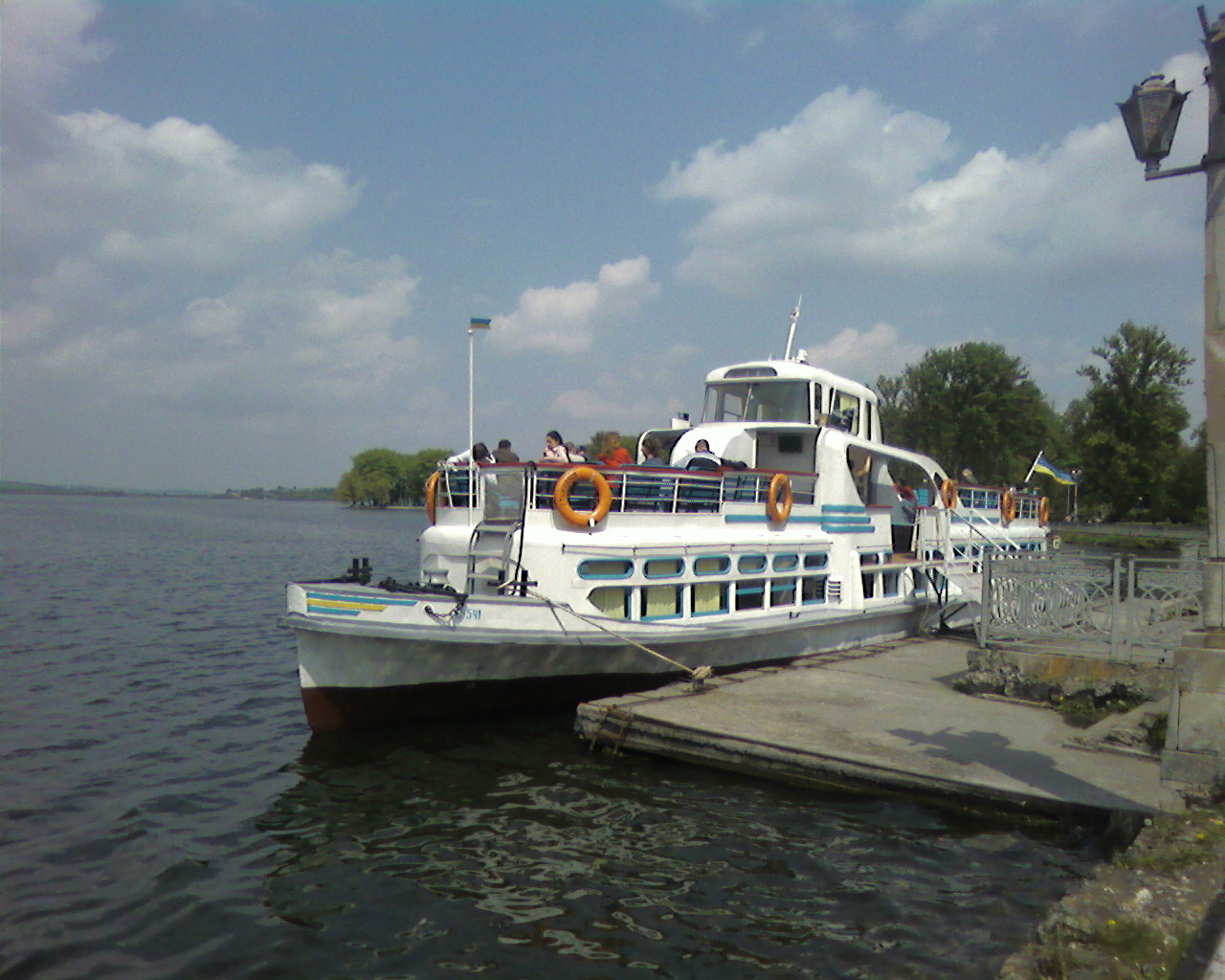
Теплохід «Герой Танцоров» на Тернопільському озері

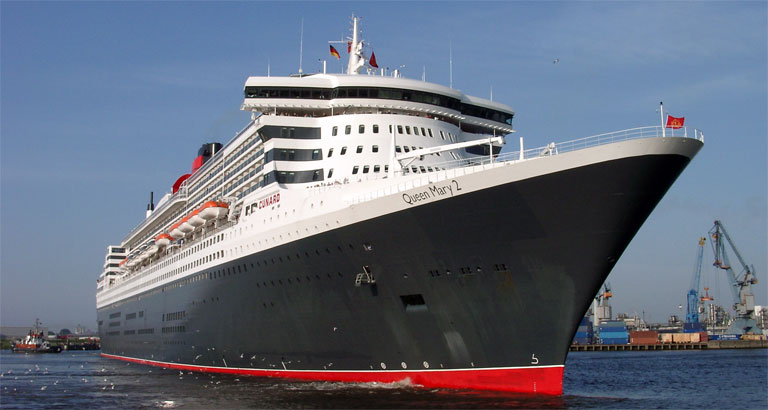
Теплохід Queen Mary 2

Теплохі́д, або теплопла́в, — самохідне судно, основним рушієм якого є двигун внутрішнього згоряння, найчастіше — дизельний.

## Історія
Перші дизельні судна у світі з'явилися в Росії, завдяки фірмі «Товариство нафтового виробництва братів Нобель».
Нобелі рано зацікавилися винаходом інженера Рудольфа Дізеля. Вже в 1898 році Нобель придбав креслення дизеля потужністю 20 к. с.
Через декілька років технічних досліджень інженерам фірми Нобеля вдалося створити справний судновий дизель. Три таких двигуни були встановлені в 1903 році на нафтоналивну річкову баржу «Вандал» (побудовану на Сормовськом заводі і привезену до (Петербурга) яка стала, таким чином, першим теплоходом у світі.
На «Вандалові» було встановлено три дизелі, кожен потужністю 120 к. с., які приводили в рух гвинти за допомогою електричної передачі, що складалася з трьох генераторів і електродвигунів.
У 1904 році фірмою Нобеля був побудований наступний теплохід, «Сармат», що також був річковим танкером.

## Будова
Двигун теплохода може бути малооборотним (у такому разі він працює безпосередньо на веслувальний вал) або високооборотним. Високооборотний двигун з'єднується з веслувальним валом за допомогою передачі. Найпоширеніші типи передач — механічна (редуктор) і електрична. Якщо є електрична передача, дизель обертає генератор постійного струму, електрикою якого живляться двигуни, що приводять у рух грібний вал. Електрична передача дозволяє плавно регулювати швидкість обертання грібного гвинта. Теплоходи з електропередачею нерідко виділяють в окремий клас судів, дизель-електроходи.
Пуск суднових дизелів проводиться за допомогою стислого повітря. Тепло вихлопних газів використовують для вироблення пари, яка у свою чергу використовується для опалювання, обігріву води, вироблення електрики і інших суднових потреб. Зустрічається на теплоходах також і гідравлічна передача.
Нині наймогутніший судновий дизель — двигун RTA96-C, що випускається фінською фірмою Wartsila. Цей 14-циліндровий двигун розвиває потужність у 108920 к. с.

## Розповсюдження
Нині теплоходи — найпоширеніший тип суден. Вони практично повністю витіснили пароплави. Тільки швидкісні судна частіше використовують турбінну силову установку (втім, такі судна, турбоелектроходи, іноді також зараховують до теплоходів).
Також дизель-електрична енергетична установка застосовується на неатомних підводних човнах для надводного ходу.